# Verkhnevessióloie
Verkhnevessióloie - Верхневесёлое (rus) - és un poble del krai de Krasnodar, a Rússia. Es troba a la vora esquerra del riu Mzimta, a 25 km a l'est de Sotxi i a 195 km al sud-est de Krasnodar, la capital.
Pertany al municipi de Níjniaia Xílovka.